# Kirchhof (Hauenstein)
Der Kirchhof in Hauenstein ist ein in Teilen denkmalgeschütztes Bauwerk.

## Lage
Das Bauwerk befindet sich in der örtlichen Hauptstraße vor der alten katholischen Kirche.

## Geschichte
Das Bauwerk entstand ab dem 18. Jahrhundert und umfasst die Kirchhofmauer mit klassizistischen Torpfeilern. Hinzu kommen ein Friedhofskreuz, das mit der Jahreszahl 1903 bezeichnet ist und ein Kriegerdenkmal, das den Gefallenen des Ersten Weltkriegs gedenkt.

## Kriegerdenkmal
Das Denkmal wurde vom Bildhauer Karl Caire aus Kaiserslautern gestaltet und am 25. August 1932 eingeweiht.
Es zeigt eine Christusgestalt, die sich wendet, das Gewand über der Brust öffnet und die Lanzenwunde präsentiert. Hinzu kommt ein am Boden liegender, sich sterbend nach hinten beugender Soldat. Dies stellt eine sehr unkonventionelle Mischung aus Religiösem und Militärischem dar. Für die damaligen Zeitgenossen verknüpfen sich die Motive „Opfertod“ und „Verheißung“; für die Gegenwart erscheint dies kaum nachvollziehbar.
Auf dem Denkmal findet sich folgende Inschrift: ZUM GEDENKEN 1914 1918 | IN DIESEM DENKMAL IST EINGESCHLOSSEN | HEILIGE VOM BLUT UNSERER BRÜDER | GETRÄNKTE ERDE VOM SCHLACHTFELD | BEI MÖRCHINGEN IN LOTHRINGEN.
Das Kriegerdenkmal gehört unter seinesgleichen zu denjenigen Monumenten, die eine eigene Gruppe bilden; ihr Charakteristikum ist, dass die dominierenden Statuen „unmilitärisch“ sind: Einerseits handelt es sich um eine klassische Pietà, überlebensgroß auf einem Sandsteinunterbau; jegliches militärisch-kriegerische Beiwerk fehlt. Christliches mit Kriegerischem verbindend zeigen sich solche Monumente, die einerseits das Motiv des Drachentöters – meist in Engelsgestalt – reproduzieren oder den christlich verbrämten kriegerischen Reitersmann abbilden. Die militärischen Aspekte des Tötens und Siegens – nach 1918 – werden auf diese Weise in sublimierter Form gestalterisch umgesetzt. Aus moderner Perspektive wirft dies die Frage auf, wie groß die geistige Distanz zu den Denkmalen aus der Zeit des Nationalsozialismus ist.